# Eucereon confinis
Eucereon confinis är en fjärilsart som beskrevs av Herrich-Schäffer 1855. Eucereon confinis ingår i släktet Eucereon och familjen björnspinnare. Inga underarter finns listade i Catalogue of Life.